# Jilm v Mileticích
Jilm v Mileticích byl památný strom u vsi Miletice, jihozápadně od Klatov. Jilm horský (Ulmus glabra) rostl v zahradě na okraji vsi, při silnici od Dlažova. Obvod jeho kmene měřil 385 cm a koruna stromu dosahovala do výšky 31 m (měření 2004). Jilm byl chráněn od roku 1995 pro svůj vzrůst a věk. Strom odumřel a ochrana byla zrušena 2. července 2020.